# Epibryon deceptor
Epibryon deceptor är en svampart som beskrevs av Döbbeler 1998. Epibryon deceptor ingår i släktet Epibryon och familjen Pseudoperisporiaceae.   Inga underarter finns listade i Catalogue of Life.